# O Condado
O Condado est une comarque de la province de Pontevedra en Galice (Espagne) située au sud de la province. 

## Communes
- Mondariz
- Mondariz-Balneario
- As Neves

Communes et la comarque dans la province de Pontevedra.

- Ponteareas est la chef-lieu de la comarque
- Salvaterra de Miño.